# Szlak Bohaterów Wieży Spadochronowej

Szlak Bohaterów Wieży Spadochronowej – czerwony znakowany szlak turystyczny w województwie śląskim.

## Informacje ogólne
Szlak prowadzi przez wszystkie ważniejsze punkty obrony Katowic w 1939 roku. Na jego drodze znajduje się między innymi: Pomnik Powstańców Śląskich, park im. Tadeusza Kościuszki w Katowicach, wieża spadochronowa w Katowicach. Całkowita długość szlaku wynosi 38,4 km.

## Przebieg szlaku
- Katowice
  - Brynów
  - Ligota
  - Zadole (Lasy Panewnickie)
  - Zbiornik Starganiec
- Mikołów
  - Jamna
  - Rynek
  - Bujaków
- Chudów

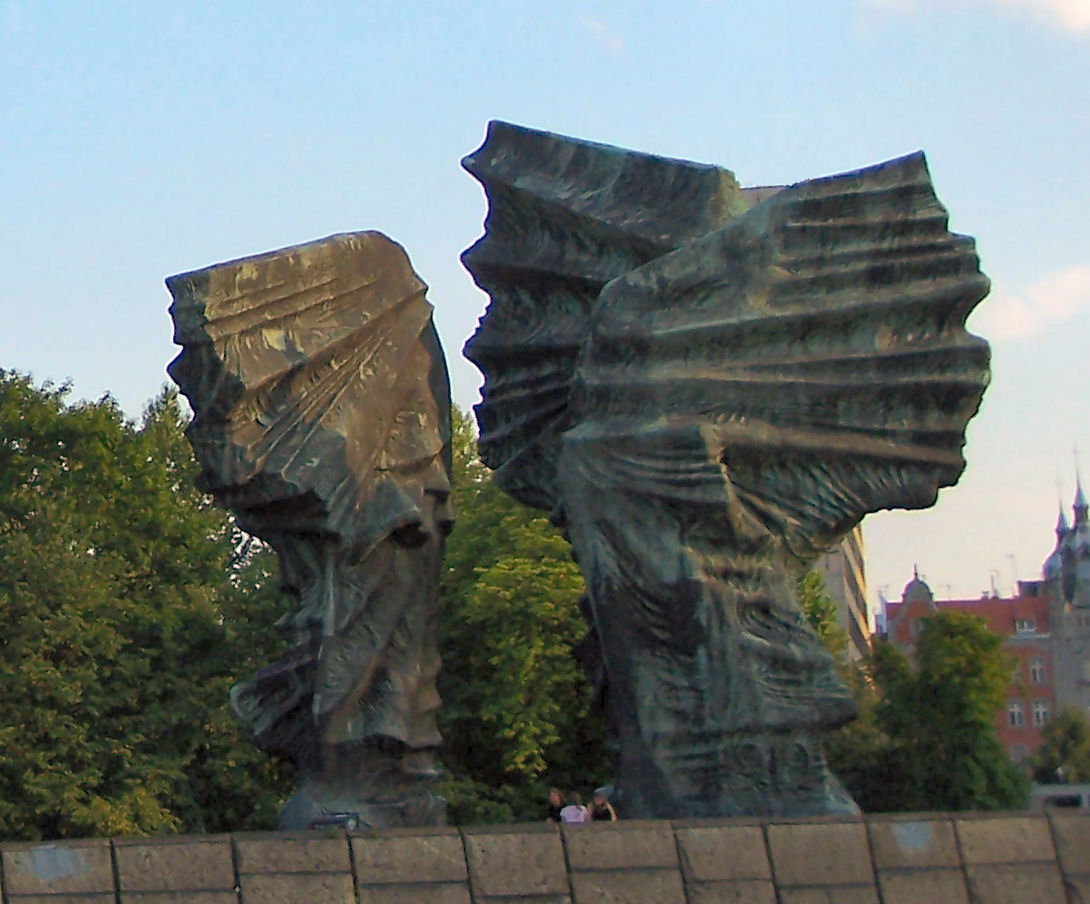
Pomnik Powstańców Śląskich
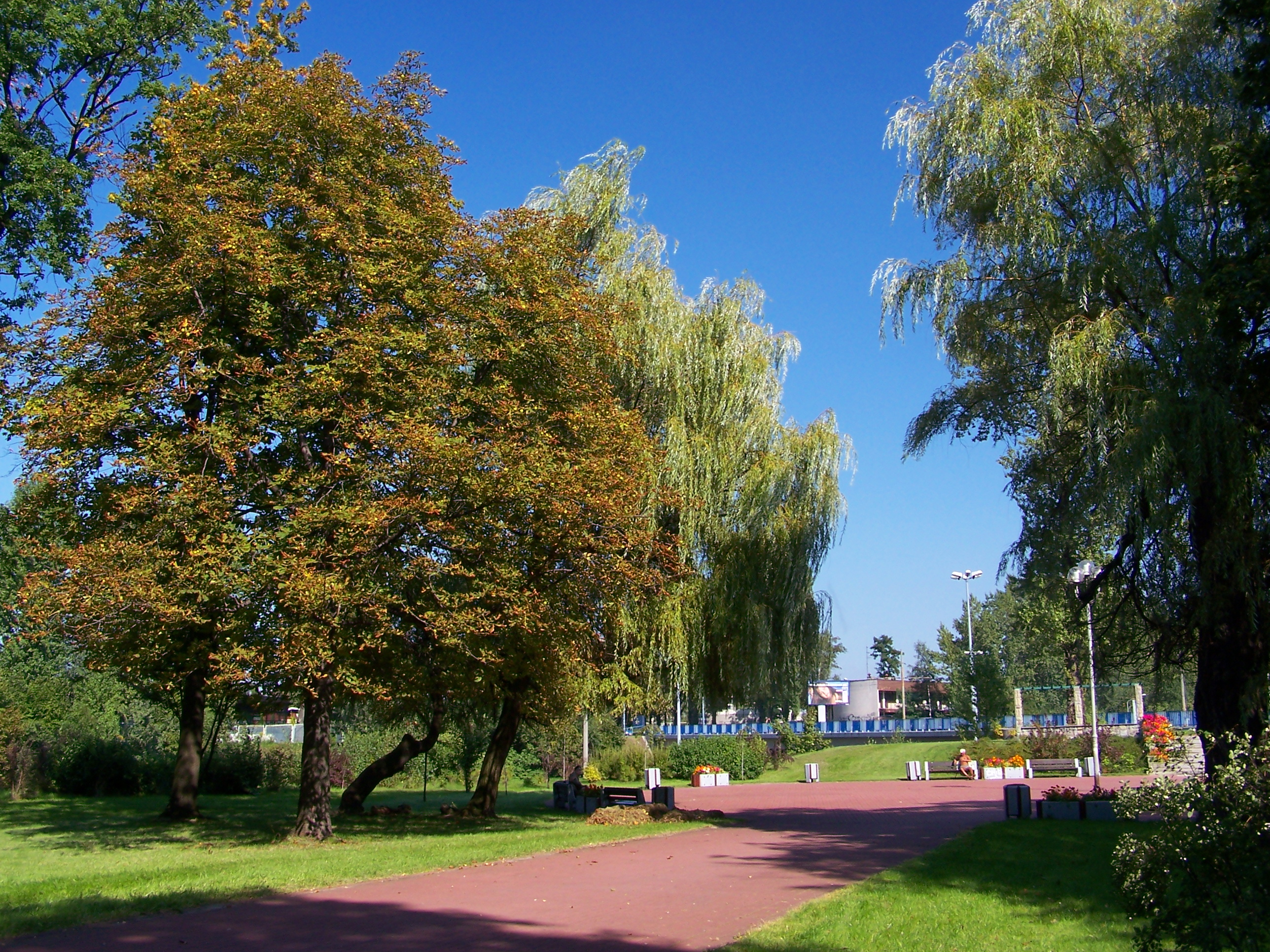
Park Kościuszki
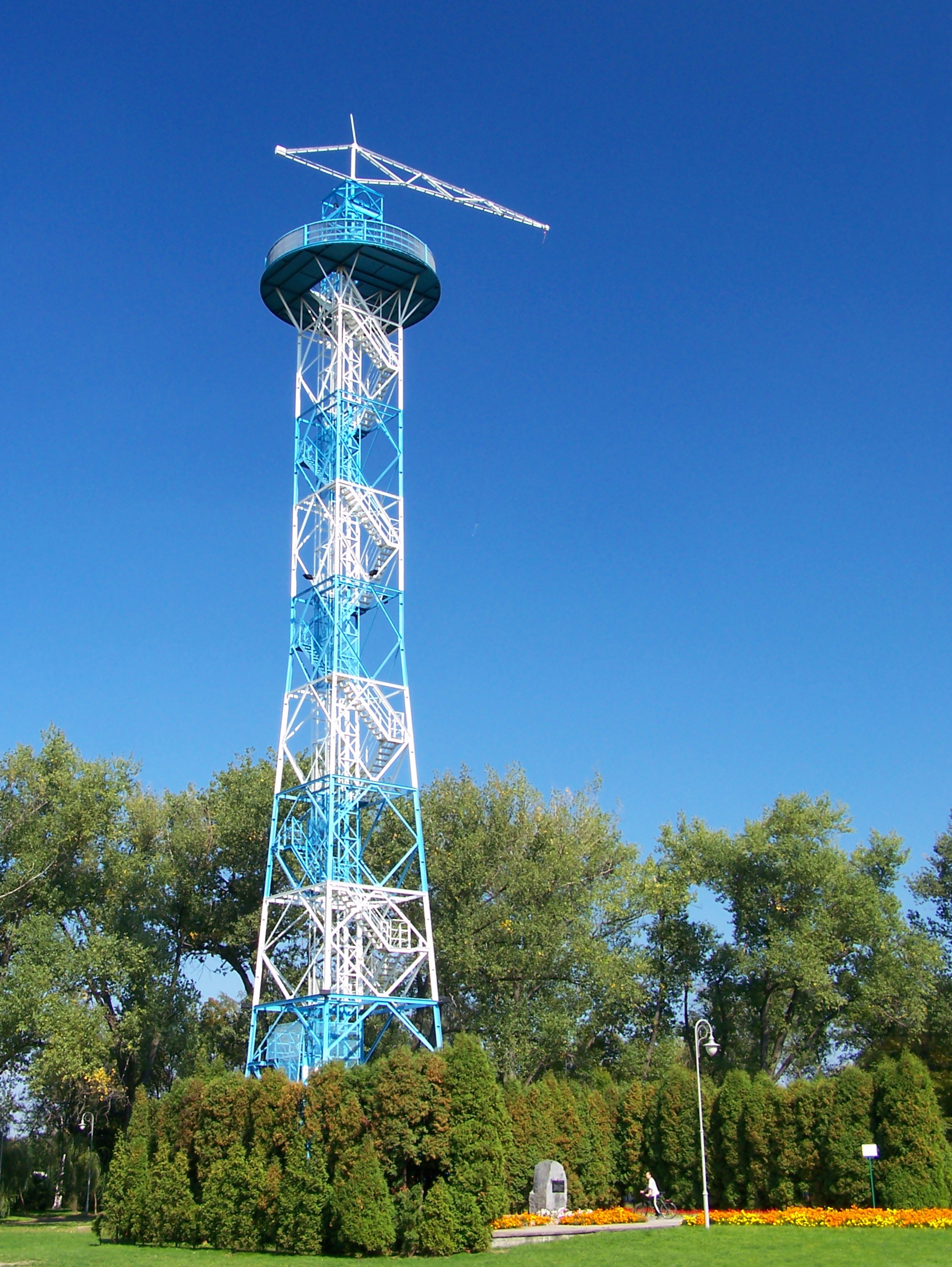
Wieża spadochronowa w Katowicach
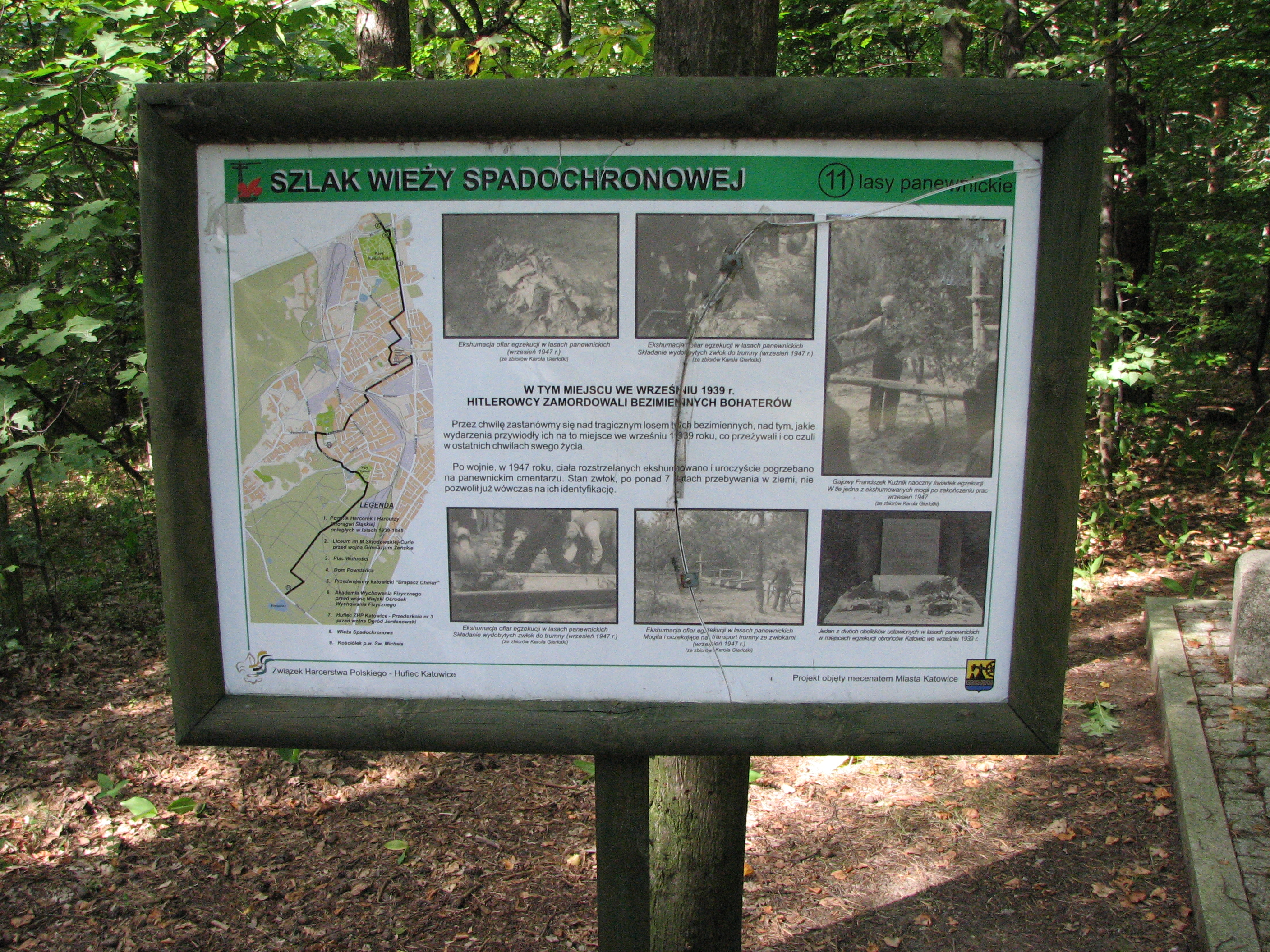
Tablica w Lasach Panewnickich